# Royaume de Séville
1248–1833
Entités précédentes :
- Almohades

Entités suivantes :
- Gibraltar (1704)
- Province de Huelva
- Province de Séville
- Province de Cadix

Le royaume de Séville (en espagnol : Reino de Sevilla) est un royaume ou juridiction de la couronne de Castille.
Son territoire recouvrait approximativement celui des actuelles provinces de Huelva, Séville et Cadix.
Arroyomolinos de León et Cañaveral de León, dans l'actuelle province de Huelva, faisaient partie de l'Extrémadure. Mais Bodonal de la Sierra, Fregenal de la Sierra et Higuera la Real, aujourd'hui situés dans la province de Badajoz, en Extrémadure, faisaient partie du royaume de Séville.
Peñaflor, dans l'actuelle province de Séville, faisait partie du royaume de Cordoue. Mais Miragenil (Puente Genil), dans l'actuelle province de Cordoue, faisait partie du royaume de Séville.
Benaocaz, Grazalema, Alcalá del Valle, Villaluenga del Rosario, Ubrique, Setenil de las Bodegas et Puebla de Santa María de Guadalupe (Marchenilla y Brosque), dans l'actuelle province de Cadix, faisaient partie du royaume de Grenade. Mais Bobadilla, Sierra de Yeguas, Ardales, Cañete la Real, Algarrobo, Antequera, Villanueva de Cauche, Alameda, Ortegicar, Campillos, Archidona, Villanueva de Tapia, Teba et Valle de Abdalajis, aujourd'hui situés dans la province de Malaga, faisaient partie du royaume de Séville.

Les quatre royaumes de l'Andalousie

Son territoire comprenait des seigneuries laïques, propriétés des maisons de Medina Sidonia, Arcos, Alcalá, Osuna, Olivares, Sanlúcar la Mayor ainsi que les marquisats d'Estepa, Gibraleón et Ayamonte. Il comprenait aussi des seigneuries ecclésiastiques, propriétés de l'archevêché de Séville, de l'ordre de Saint-Jean et du monastère de San Isidoro del Campo.
Arquillos, dans l'actuelle province de Jaen, faisait partie du royaume de Séville.